# 2021年イギリスグランプリ
2021年イギリスグランプリ (2021 British Grand Prix) は、2021年のF1世界選手権第10戦として、2021年7月18日にシルバーストン・サーキットで開催された。
正式名称は「FORMULA 1 PIRELLI BRITISH GRAND PRIX 2021」。

## 背景
タイヤ
本レースでピレリが持ち込むドライ用タイヤのコンパウンドはハード（白）：C1、ミディアム（黄）：C2、ソフト（赤）：C3の固めの組み合わせ。スプリントレースが組み込まれることから、タイヤセット数は12で普段より1セット少ない。12セットの内訳は、ハード2セット、ミディアム4セット、ソフト6セットとなっている。なお、ピレリは前戦オーストリアGPの金曜日に行った新構造のリヤタイヤのテストの結果が良好だったことから、最終戦まで導入することを決定している。
スプリント予選レース（参考出典）
従来の予選に代わって同GPで初めて試験的に導入された決勝レースのグリッドを決するためのレース距離100kmで行われる予備レースのことを指す。金曜日のフリー走行2回目の時間帯は、翌日のスプリント予選レースに向けた予選を行い、土曜日の予選の時間帯にはスプリント予選レースが実施される。それに合わせ、同GPは以下のスケジュールに変更される。
|        | 従来のレースフォーマット | 2021年イギリスGP           |
| ------ | ------------------------ | -------------------------- |
| 金曜日 | フリー走行1              | フリー走行1                |
| 金曜日 | フリー走行2              | スプリント予選レースの予選 |
| 土曜日 | フリー走行3              | フリー走行2                |
| 土曜日 | 予選                     | スプリント予選レース       |
| 日曜日 | 決勝                     | 決勝                       |
それ以外にも変更される点は以下のものとなる。
- このレースでの順位が決勝のグリッドとなり、勝者は従来の予選でのポールポジション獲得者として記録される。また、上位3名にはチャンピオンシップポイントが付与される（1位：3点、2位：2点、3位：1点）。
- パルクフェルメは金曜予選から適用されるが、安全上の配慮からいくつかのパーツ交換と調整は許可されている。
- このレースの前後に日曜日の決勝前のようなセレモニーやドライバーズパレード、表彰式などは行われず、グリッド上でのインタビュー程度に留まる。

## エントリーリスト
レギュラーシートについては前戦オーストリアGPから変更なし。

## フリー走行
FP1
7月16日 14:30 BST(UTC+1)
トップはマックス・フェルスタッペン。パルクフェルメ適用前に自由に走行ができる唯一のプラクティスとなるため、各車が積極的にラップを重ねた。赤旗も含めたセッションを中断させるような事態はなく、何事もなく終えた。ただ、メルセデスとしては最後のアップデートと称するパーツを投入したものの、メルセデスの無線ではFP1のタイム差に関して、驚きを隠せない様子を見せていた。
FP2
7月17日 12:00 BST(UTC+1)
トップはマックス・フェルスタッペン。パルクフェルメ適用後のマシンで走行しなければならないため、タイヤ寿命を把握するためのロングランのデータ取りに集中することとなった。このことから一部ではマシンに変更が加えられないFP2の存在に疑問を呈する意見もあった。

## 予選
- 7月16日 18:00 BST(UTC+1)[12]

予選で使用するタイヤはソフトのみに制限された。最速タイムを記録したのはルイス・ハミルトン。ポイントリーダーのマックス・フェルスタッペンは2番手となった。

### 予選結果
| 順位                | No. | ドライバー                   | コンストラクター              | Q1       | Q2       | Q3       | Grid |
| ------------------- | --- | ---------------------------- | ----------------------------- | -------- | -------- | -------- | ---- |
| 1                   | 44  | ルイス・ハミルトン           | メルセデス                    | 1:26.786 | 1:26.023 | 1:26.134 | 1    |
| 2                   | 33  | マックス・フェルスタッペン   | レッドブル-ホンダ             | 1:26.751 | 1:26.315 | 1:26.209 | 2    |
| 3                   | 77  | バルテリ・ボッタス           | メルセデス                    | 1:27.487 | 1:26.764 | 1:26.238 | 3    |
| 4                   | 16  | シャルル・ルクレール         | フェラーリ                    | 1:27.051 | 1:26.919 | 1:26.828 | 4    |
| 5                   | 11  | セルジオ・ペレス             | レッドブル-ホンダ             | 1:27.121 | 1:27.073 | 1:26.844 | 5    |
| 6                   | 4   | ランド・ノリス               | マクラーレン-メルセデス       | 1:27.444 | 1:27.220 | 1:26.897 | 6    |
| 7                   | 3   | ダニエル・リカルド           | マクラーレン-メルセデス       | 1:27.323 | 1:27.125 | 1:26.899 | 7    |
| 8                   | 63  | ジョージ・ラッセル           | ウィリアムズ-メルセデス       | 1:27.671 | 1:27.080 | 1:26.971 | 8    |
| 9                   | 55  | カルロス・サインツ           | フェラーリ                    | 1:27.337 | 1:26.848 | 1:27.007 | 9    |
| 10                  | 5   | セバスチャン・ベッテル       | アストンマーティン-メルセデス | 1:27.493 | 1:27.103 | 1:27.179 | 10   |
| 11                  | 14  | フェルナンド・アロンソ       | アルピーヌ-ルノー             | 1:27.580 | 1:27.245 |          | 11   |
| 12                  | 10  | ピエール・ガスリー           | アルファタウリ-ホンダ         | 1:27.600 | 1:27.273 |          | 12   |
| 13                  | 31  | エステバン・オコン           | アルピーヌ-ルノー             | 1:27.415 | 1:27.340 |          | 13   |
| 14                  | 99  | アントニオ・ジョヴィナッツィ | アルファロメオ-フェラーリ     | 1:27.595 | 1:27.617 |          | 14   |
| 15                  | 18  | ランス・ストロール           | アストンマーティン-メルセデス | 1:28.017 | 1:27.665 |          | 15   |
| 16                  | 22  | 角田裕毅                     | アルファタウリ-ホンダ         | 1:28.043 |          |          | 16   |
| 17                  | 7   | キミ・ライコネン             | アルファロメオ-フェラーリ     | 1:28.062 |          |          | 17   |
| 18                  | 6   | ニコラス・ラティフィ         | ウィリアムズ-メルセデス       | 1:28.254 |          |          | 18   |
| 19                  | 47  | ミック・シューマッハ         | ハース-フェラーリ             | 1:28.738 |          |          | 19   |
| 20                  | 9   | ニキータ・マゼピン           | ハース-フェラーリ             | 1:29.051 |          |          | 20   |
| 107% time: 1:32.823 |     |                              |                               |          |          |          |      |
| ソース:             |     |                              |                               |          |          |          |      |

## スプリント予選レース
- 7月17日 16:30 BST(UTC+1)[15]

スタートダッシュを決めたマックス・フェルスタッペンが首位で完走し、ポールポジションの権利を獲得した。メルセデスとしては6戦ぶり予選最速を記録したものの、スタートの蹴りだしに失敗。ルイス・ハミルトンが2位、バルテリ・ボッタスが3位で完走する結果に終わった。

### スプリント予選レース結果
| 順位    | No. | ドライバー                   | コンストラクター              | 周回数 | タイム/リタイア原因 | Grid | Pts. | Final Grid |
| ------- | --- | ---------------------------- | ----------------------------- | ------ | ------------------- | ---- | ---- | ---------- |
| 1       | 33  | マックス・フェルスタッペン   | レッドブル-ホンダ             | 17     | 25:38.426           | 2    | 3    | 1          |
| 2       | 44  | ルイス・ハミルトン           | メルセデス                    | 17     | +1.430              | 1    | 2    | 2          |
| 3       | 77  | バルテリ・ボッタス           | メルセデス                    | 17     | +7.502              | 3    | 1    | 3          |
| 4       | 16  | シャルル・ルクレール         | フェラーリ                    | 17     | +11.278             | 4    |      | 4          |
| 5       | 4   | ランド・ノリス               | マクラーレン-メルセデス       | 17     | +24.111             | 6    |      | 5          |
| 6       | 3   | ダニエル・リカルド           | マクラーレン-メルセデス       | 17     | +30.959             | 7    |      | 6          |
| 7       | 14  | フェルナンド・アロンソ       | アルピーヌ-ルノー             | 17     | +43.527             | 11   |      | 7          |
| 8       | 5   | セバスチャン・ベッテル       | アストンマーティン-メルセデス | 17     | +44.439             | 10   |      | 8          |
| 9       | 63  | ジョージ・ラッセル           | ウィリアムズ-メルセデス       | 17     | +46.652             | 8    |      | 121        |
| 10      | 31  | エステバン・オコン           | アルピーヌ-ルノー             | 17     | +47.395             | 13   |      | 9          |
| 11      | 55  | カルロス・サインツ           | フェラーリ                    | 17     | +47.798             | 9    |      | 10         |
| 12      | 10  | ピエール・ガスリー           | アルファタウリ-ホンダ         | 17     | +48.763             | 12   |      | 11         |
| 13      | 7   | キミ・ライコネン             | アルファロメオ-フェラーリ     | 17     | +50.677             | 17   |      | 13         |
| 14      | 18  | ランス・ストロール           | アストンマーティン-メルセデス | 17     | +52.179             | 15   |      | 14         |
| 15      | 99  | アントニオ・ジョヴィナッツィ | アルファロメオ-フェラーリ     | 17     | +53.225             | 14   |      | 15         |
| 16      | 22  | 角田裕毅                     | アルファタウリ-ホンダ         | 17     | +53.567             | 16   |      | 16         |
| 17      | 6   | ニコラス・ラティフィ         | ウィリアムズ-メルセデス       | 17     | +55.162             | 18   |      | 17         |
| 18      | 47  | ミック・シューマッハ         | ハース-フェラーリ             | 17     | +68.213             | 19   |      | 18         |
| 19      | 9   | ニキータ・マゼピン           | ハース-フェラーリ             | 17     | +77.648             | 20   |      | 19         |
| Ret     | 11  | セルジオ・ペレス             | レッドブル-ホンダ             | 16     | DNF                 | 5    |      | PL2        |
| ソース: |     |                              |                               |        |                     |      |      |            |

追記
- ^1 – ラッセルはスプリント予選レース中に他車と接触したため3グリッドの降格ペナルティとペナルティポイント1点（累計7点）[18]。
- ^2 – ペレスはパルクフェルメ下でリヤウイングとPUのコンポーネントを交換したためピットレーンからのスタート[19]。

## 決勝
2021年7月18日 15:00 BST(UTC+1)(文章の出典）
選手権を争うマックス・フェルスタッペンとルイス・ハミルトンは1周目からサイドバイサイドでのバトルを繰り広げるが、ターン9のコプスで接触しフェルスタッペンがリタイアとなってしまう。その後、SC出動後の赤旗掲示でレースは中断、35分後にスタンディングスタートで再開する。ハミルトンには1周目の事故に対し非があるとして、10秒のタイムペナルティとペナルティポイント2点の処分が科されたが、残り3周でシャルル・ルクレールを捉え、今季4勝目で通算99勝目を母国で飾った。
ハミルトンと接触しコースアウトしたフェルスタッペンは51Gという大きな衝撃を受けたことから、メディカルセンターを経て地元の病院に搬送された。検査の結果、大きな怪我もなく当日中に退院した。

### レース結果
| 順位    | No. | ドライバー                   | コンストラクター              | 周回数 | タイム/リタイア原因 | Grid | Pts. |
| ------- | --- | ---------------------------- | ----------------------------- | ------ | ------------------- | ---- | ---- |
| 1       | 44  | ルイス・ハミルトン           | メルセデス                    | 52     | 1:23:54.543         | 2    | 251  |
| 2       | 16  | シャルル・ルクレール         | フェラーリ                    | 52     | +3.871              | 4    | 18   |
| 3       | 77  | バルテリ・ボッタス           | メルセデス                    | 52     | +11.125             | 3    | 15   |
| 4       | 4   | ランド・ノリス               | マクラーレン-メルセデス       | 52     | +28.573             | 5    | 12   |
| 5       | 3   | ダニエル・リカルド           | マクラーレン-メルセデス       | 52     | +42.624             | 6    | 10   |
| 6       | 55  | カルロス・サインツ           | フェラーリ                    | 52     | +43.454             | 10   | 8    |
| 7       | 14  | フェルナンド・アロンソ       | アルピーヌ-ルノー             | 52     | +72.093             | 7    | 6    |
| 8       | 18  | ランス・ストロール           | アストンマーティン-メルセデス | 52     | +74.289             | 14   | 4    |
| 9       | 31  | エステバン・オコン           | アルピーヌ-ルノー             | 52     | +76.162             | 9    | 2    |
| 10      | 22  | 角田裕毅                     | アルファタウリ-ホンダ         | 52     | +82.065             | 16   | 1    |
| 11      | 10  | ピエール・ガスリー           | アルファタウリ-ホンダ         | 52     | +85.327             | 10   |      |
| 12      | 63  | ジョージ・ラッセル           | ウィリアムズ-メルセデス       | 51     | +1 Lap              | 12   |      |
| 13      | 99  | アントニオ・ジョヴィナッツィ | アルファロメオ-フェラーリ     | 51     | +1 Lap              | 15   |      |
| 14      | 6   | ニコラス・ラティフィ         | ウィリアムズ-メルセデス       | 51     | +1 Lap              | 17   |      |
| 15      | 7   | キミ・ライコネン             | アルファロメオ-フェラーリ     | 51     | +1 Lap              | 13   |      |
| 16      | 11  | セルジオ・ペレス             | レッドブル-ホンダ             | 51     | +1 Lap              | PL   |      |
| 17      | 9   | ニキータ・マゼピン           | ハース-フェラーリ             | 51     | +1 Lap              | 18   |      |
| 18      | 47  | ミック・シューマッハ         | ハース-フェラーリ             | 51     | +1 Lap              | 19   |      |
| Ret     | 5   | セバスチャン・ベッテル       | アストンマーティン-メルセデス | 40     | 冷却系統            | 8    |      |
| Ret     | 33  | マックス・フェルスタッペン   | レッドブル-ホンダ             | 0      | アクシデント        | 1    |      |
| ソース: |     |                              |                               |        |                     |      |      |

追記
- ^1 – ハミルトンは1周目のターン9での接触の責任があると判断され、10秒のタイムペナルティとペナルティポイント2点加算（累計4点）[25]

## 第10戦終了時点のランキング
|         | 順位 | ドライバー                 | ポイント |
| ------- | ---- | -------------------------- | -------- |
|         | 1    | マックス・フェルスタッペン | 185      |
|         | 2    | ルイス・ハミルトン         | 177      |
| 1       | 3    | ランド・ノリス             | 113      |
| 1       | 4    | バルテリ・ボッタス         | 108      |
| 2       | 5    | セルジオ・ペレス           | 104      |
| ソース: |      |                            |          |

|         | 順位 | コンストラクター        | ポイント |
| ------- | ---- | ----------------------- | -------- |
|         | 1    | レッドブル-ホンダ       | 289      |
|         | 2    | メルセデス              | 285      |
|         | 3    | マクラーレン-メルセデス | 163      |
|         | 4    | フェラーリ              | 148      |
|         | 5    | アルファタウリ-ホンダ   | 49       |
| ソース: |      |                         |          |

|         | 順位 | ドライバー                 | 獲得数                                                                |
| ------- | ---- | -------------------------- | --------------------------------------------------------------------- |
|         | 1    | マックス・フェルスタッペン | スペインの旗 · アゼルバイジャンの旗 · フランスの旗 · オーストリアの旗 |
|         | 2    | ルイス・ハミルトン         | エミリア＝ロマーニャ州の旗 · モナコの旗 · シュタイアーマルク州の旗    |
|         | 3    | バルテリ・ボッタス         | バーレーンの旗 · ポルトガルの旗                                       |
|         | 4    | セルジオ・ペレス           | イギリスの旗                                                          |
| ソース: |      |                            |                                                                       |

- 注：いずれもトップ5まで掲載。